# Tar Heels de la Caroline du Nord
Les Tar Heels de la Caroline du Nord (en anglais : North Carolina Tar Heels) sont un club omnisports universitaire faisant référence aux 27 équipes sportives masculines et féminines de l'Université de Caroline du Nord à Chapel Hill (États-Unis). Le nom Tar Heel est un surnom utilisé pour désigner les personnes de l'État de Caroline du Nord lui-même surnommé le The Tar Heel State (en). Les équipes féminines sont parfois appelées les Lady Tar Heels.
Les infrastructures principales situées sur le campus sont le Kenan Memorial Stadium pour le football américain, le Dean E. Smith Student Activities Center pour le basket-ball, le Boshamer Stadium (en) pour le baseball, le Dorrance Field (en) pour le soccer et la salle multisports William D. Carmichael Jr. Arena (en) pour le volley-ball, la lutte et la gymnastique.
Les équipes des Tar Heels participent aux compétitions universitaires organisées par la National Collegiate Athletic Association et sont membres de l'Atlantic Coast Conference.
La présente page est principalement dédiée au traitement du football américain au sein de l'université.
La mascotte des Tar Heels est Rameses (Ramsès en français) (en), un bélier du Dorset. Il est représenté soit par un mouton vivant dont les cornes sont peintes en bleu ciel (ou bleu de Caroline), soit par un personnage costumé interprété par un étudiant bénévole généralement un étudiant de premier cycle associé à l'équipe de cheerleading.

## Sports représentés
| Hommes (12)                                 | Femmes (15)       |
| ------------------------------------------- | ----------------- |
| Athlétisme†                                 | Athlétisme†       |
| Baseball                                    | Aviron            |
| Basketball                                  | Basketball        |
| Cross country                               | Cross country     |
| Escrime                                     | Escrime           |
| Football américain                          |                   |
| Football (soccer)                           | Football (soccer) |
|                                             | Gymnastique       |
| Golf                                        | Golf              |
|                                             | Hockey sur gazon  |
| Lacrosse                                    | Lacrosse          |
| Natation/Plongeon                           | Natation/Plongeon |
| Tennis                                      | Tennis            |
| Lutte                                       | Softball          |
|                                             | Volleyball        |
| † – Athlétisme en salle et/ou en plein air. |                   |

## Origine du terme «Tar Heel»
L'État de Caroline du Nord a été le premier producteur de goudron, de poix et de térébenthine du pays, de la moitié du 18e jusqu'au 19e siècle grâce à ses immenses forêts de pins. Le goudron était utilisé notamment dans les chantiers maritimes pour isoler la coque des bateaux.
Les mots « Tar Heels » (littéralement en français : les talons de goudron) étaient souvent utilisés pour désigner les pauvres ouvriers blancs de la Caroline du Nord qui travaillaient à la production de goudron, de poix ou de térébenthine. Ce surnom sera également utilisé pour désigner les soldats de la Caroline du Nord pendant la guerre de Sécession (ils tenaient tellement bien leurs positions qu'ils devaient « avoir du goudron sur leurs talons »). Après cette guerre, le surnom gagne en popularité et désigne ses citoyens ainsi que l'État de Caroline du Nord.

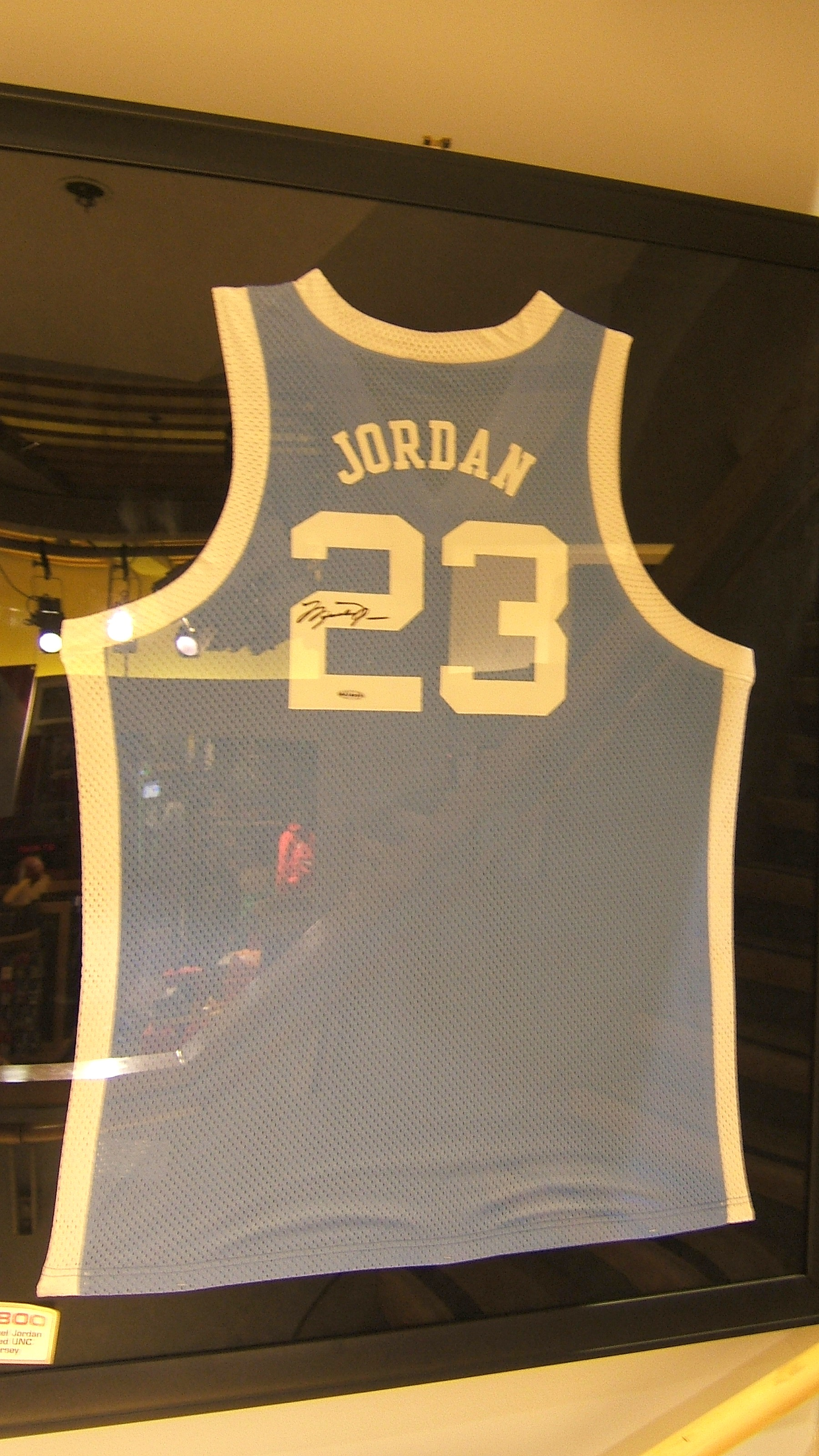
Le maillot des Tar Heels de Michael Jordan conservé dans un cadre étanche en souvenir de sa victoire en 1982.

## Rivalités (en football américain)

### Duke
C'est en basketball que la rivalité avec Duke est la plus importante. La rivalité en football américain a commencé en 1888 lorsque Duke était connu sous le nom de Trinity. C'est Trinity qui remporte le premier match de la série comptant 107 rencontres. Le trophée en forme de cloche dénommé « Victory Bell » est introduit lors du match de 1948 que la Caroline du Nord remporte 20-0. Il est conservé au sein de l'université gagnante jusqu'au prochain match de rivalité où il est remis en jeu. Il est de tradition pour le gagnant de peindre à la bombe le socle du trophée pour qu'il corresponde aux couleurs de l'université - le bleu ciel pour North Carolina et le bleu royal pour Duke. Chaque fois que North Carolina a été en possession de la Victory Bell, les pom-pom girls la déplace dans le stade tout en la faisant tinter pour accueillir sur le terrain la mascotte Rameses. Le trophée est également exposé sur le campus.
La plus longue séquence de victoires consécutives est détenue par les Tar Heels avec 13 victoires s'étalant de 1990 à 2002.
Alors que les deux universités conviennent que North Carolina mène les statistiques de la série, elles ne sont pas d'accord sur le bilan global. North Carolina revendique un bilan de 64–40–4 tandis que Duke affirme que North Carolina en est à 63–41–4. Le différend réside autour du match de 1889 où les deux équipes pensaient jouer à domicile. Le match n'ayant pas eu lieu faute d'adversaire, les deux universités revendiquent la victoire par forfait sur le score de 1-0. La plupart des agences neutres de statistiques attribuent la victoire aux Tar Heels.
Les deux universités conviennent que North Carolina a annulé ses victoires en 2008 et 2009 à la suite de violations des règlements de la NCAA, certains joueurs ayant été rétribués par des agents. Les deux universités conviennent également que North Carolina mène la série depuis l'introduction de la Victory Bell avec un bilan de 45–25–1.

### North Carolina State

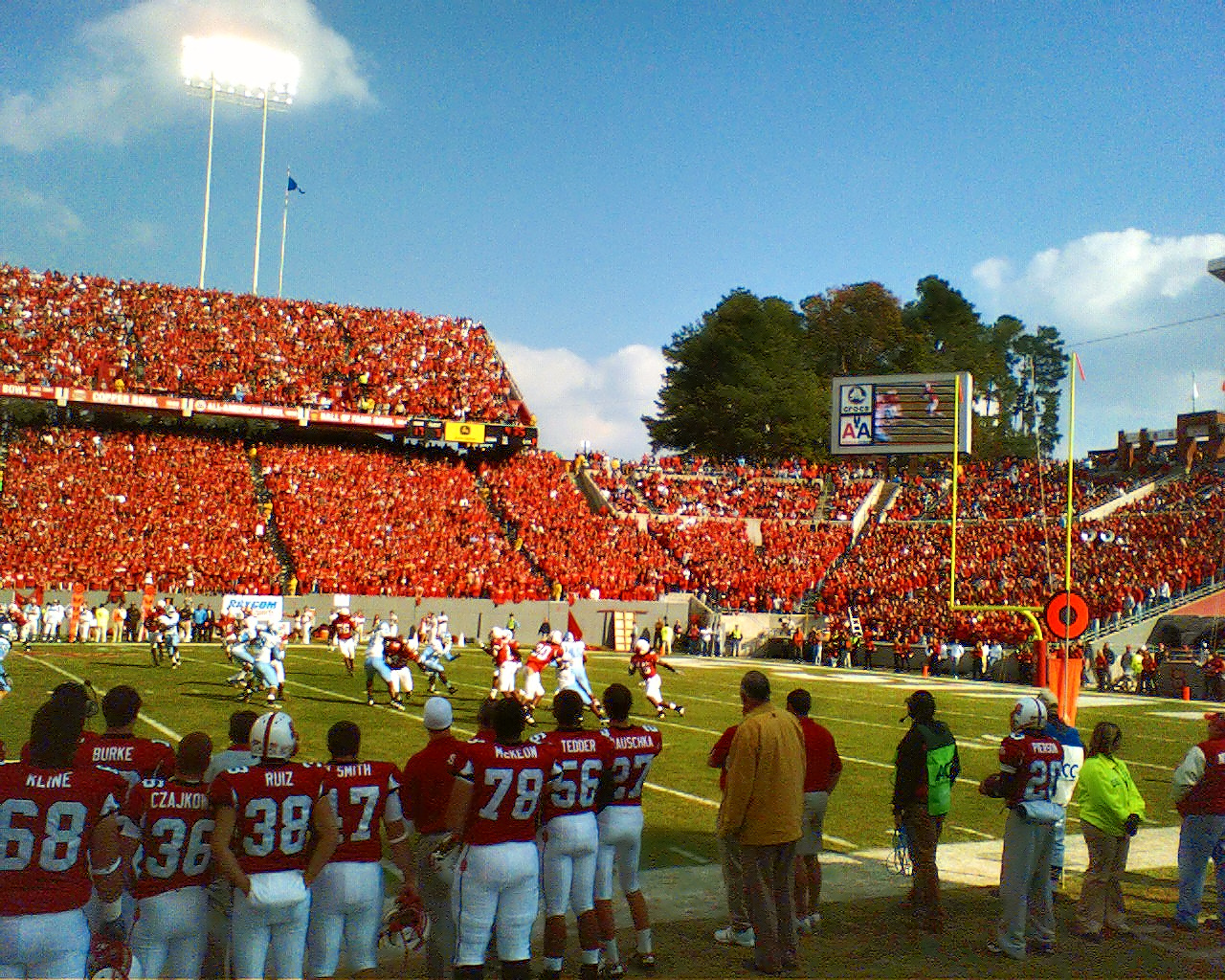
Le match de 2007 entre les Tar Heels et le Wolfpack.

Le premier match entre les équipes du Wolfpack de NC State et des Tar Heels a lieu en 1894, North Carolina remportant le match 44-0. Depuis la formation de l'ACC en 1953, elles se rencontrent chaque année. Au cours des dernières décennies, la rivalité a été plus équilibrée que celle avec Duke. Les matchs de 1998 et de 1999 se sont déroulés au Bank of America Stadium (victoires des Tar Heels). La plus longue séquence de victoires consécutive est à mettre à l'actif de North Carolina avec 9 victoires de 1943 à 1955.
En fin de saison 2020, North Carolina mène la série avec 68 victoires pour 39 à NC State et 6 nuls. Depuis la formation de l'ACC en 1953, le bilan est de 37 victoires pour North Carolina et 34 pour NC State prouvant que la rivalité est actuellement très disputée.

### Virginia
La rivalité débute en 1892, les universités s'y rencontrant à deux reprises (une victoire chacune). Au fil des ans, la rivalité est surnommée la « South's Oldest Rivalry » (plus vieille rivalité du sud). En fin de saison 2020, ces équipes se sont rencontrées à 117 reprises ce qui constitue le record de matchs avec un autre programme pour les deux universités. C'est également la quatrième rivalité universitaire au nombre total de rencontres. North Carolina mène la série avec 66 victoires pour 58 à Virginia et 4 nuls.

### Wake Forest
Les deux équipes du nord de la Caroline se sont rencontrées à 108 reprises. Le premier match a eu lieu en 1888 à Raleigh avec la victoire de Wake Forest 6-4. Les équipes membres ne font pas partie de la même division au sein de l'ACC et donc le match de rivalité n'avait plus été joué depuis 2007 jusqu'en 2019. Aucun trophée n'est remis au vainqueur des matchs
North Carolina mène la série avec 72 victoires pour 36 à Wake Forest et 2 nuls.

### South Carolina
La « Battle of the Carolinas » est une rivalité qui a débuté en 1903. North Carolina mène la série avec 35 victoires pour 19 pour à South Carolina et 4 nuls. Ce n'est plus une rivalité de conférence depuis que les Gamecoks ont quitté en 1971 l'ACC en 1971. Les équipes ne se rencontrent donc plus qu'occasionnellement. Dans les années 2010, le match a toujours été joué un jeudi.

## Traditions

### Première «passe avant»
Le match (en) de football américain entre les Bulldogs de la Géorgie et les Tar Heels de Caroline du Nord joué le 26 octobre 1895 va entrer dans l'histoire de ce sport parce que c'est à l'occasion de ce match qu'a lieu la première passe en avant (forward pass en anglais), probablement illégale puisque ce genre de passe devient officiellement légale en 1906).
Bob Quincy note dans son livre de 1973, « They Made the Bell Tower Chime » : « John Heisman, un historien réputé, a écrit 30 ans plus tard qu'en effet, les Tar Heels avaient donné naissance à la « passe avant » contre les Bulldogs (UGA), pour débloquer le match et permettre à UNC de gagner le match 6 à 0. Les Tar Heels étaient dans une situation de punting et Georgia réceptionnerait dès lors le ballon. Le punter fait un mouvement sur la droite et donne le ballon au running back Joel Whitaker (en) qui, surpris et en désespoir de cause, effectue une passe avant vers le halfback George Stephens (en) lequel après une course de 70 yards, inscrit un touchdown. » Pop Warner, entraîneur de la Géorgie, s'est plaint à l'arbitre que le jeu était illégal. Cependant, l'arbitre valide l'action parce qu'il n'a pas vu la passe vers l'avant. Ce touchdown avait été inscrit après seulement 4 minutes de temps de jeu,.

### Rameses

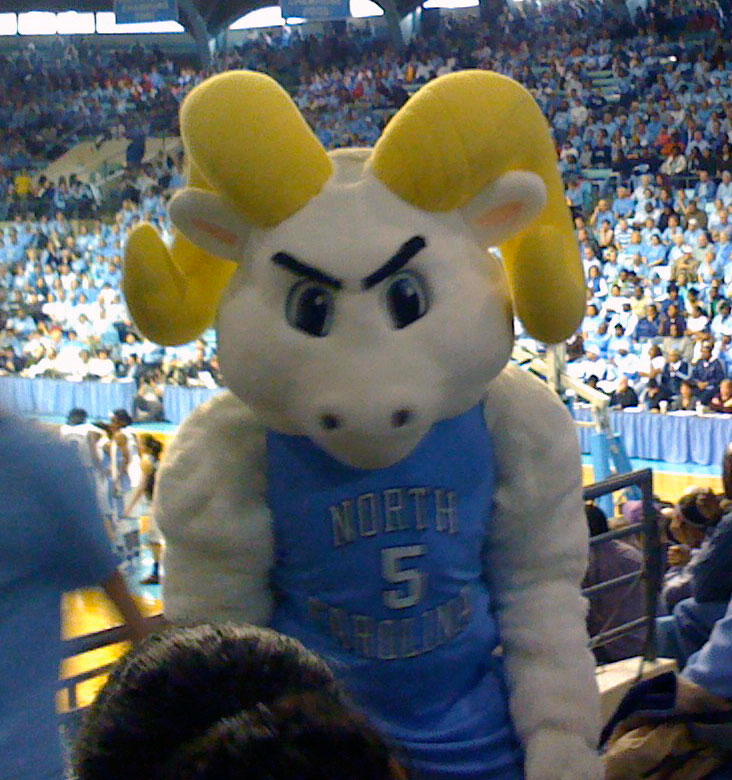
Rameses the Ram en 2008.

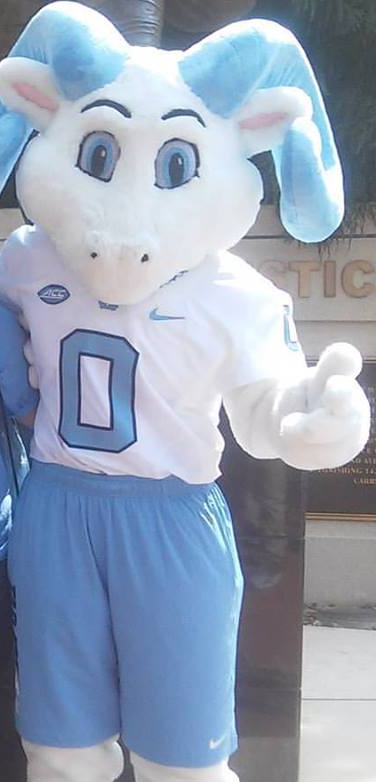
Rameses Jr. en 2016.

Rameses (Ramsès en français) est la mascotte des Tar Heels. Il apparaît lors des événements sportifs de l'université et il en existe trois versions :
- l'un est membre de l'équipe des cheerleading et il s'agit d'un mannequin portant un costume anthropomorphe avec une tête de bélier ;
- le second est également un mannequin portant un costume anthropomorphe avec une tête de bélier ;
- le troisième est un bélier de Dorset vivant dénommé Rameses, qui assiste aux matchs de football américain et dont les cornes sont peintes en bleu de Caroline (bleu ciel)[15].

L'origine d'un bélier en tant que mascotte remonte à 1924. Le bélier fait référence au running back vedette de 1922, Jack Merritt, lequel était surnommé « battering ram » pour sa performance sur le terrain, ainsi que pour un rituel d'initiation qu'il créa pour les étudiants de première année. C'est la cheerleader en chef Vic Huggins qui, à l'époque, suggère l'idée d'un bélier comme mascotte au directeur sportif de l'université, Charles T. Woolen. Celui-ci accepte et il donne à Vic 25 dollars pour acheter un bélier. Rameses the First est expédié du Texas et arrive le 8 novembre 1924 juste à temps pour participer au défilé de soutien précédant le match face à l'Institut militaire de Virginie,. Le score est de 0-0 vers la fin du quatrième quart lorsque le kicker Bunn Hackney est appelé pour tenter un field goal. Avant d'entrer sur le terrain, il frotte la tête du bélier. Quelques secondes plus tard, il réussit le field goal de 30 yards qui permet aux Tar Heels de remporter le match 3-0. Le bélier Rameses est devenu depuis un incontournable lors des matchs de football de North Carolina. Le bélier Rameses actuel est sous la garde de la famille Hogan de Chapel Hill.
L'origine de la version costumée de Rameses remonte à la saison 1987. Des auditions ont lieu et un senior, Eric Chilton de Mount Airy en Caroline du Nord devient la première mascotte costumée de l'université. Comme les auditions avaient lieu au milieu de l'année scolaire, il n'a servi que six mois et ne s'est présenté qu'à quelques matchs de basket-ball au début de 1988. Le costume était fabriqué localement et était très différent de celui utilisé aujourd'hui.
En février 1996, Ramsès XXIII est retrouvé tué dans son pâturage de la ferme de Hogan,. Il avait la gorge tranchée, sa jambe avant gauche avait été coupée et il avait été poignardé jusqu'à 10 fois sur sa poitrine et son cou. Les vétérinaires ont déclaré que la coupure à la gorge était très probablement la blessure mortelle. La police a ensuite inculpé un dénommé Scott Wade âgé de 26 ans, ivre au moment des faits. Les enquêteurs pensaient que Wade avait tué le bélier parce qu'il avait faim. Wade a ensuite été accusé de délit pour cruauté envers les animaux.
La mascotte Rameses Jr. apparaît en 2015 et est présente lors des matchs de basketball. Il possède un corps moins musclé, des cornes bleu ciel, des yeux bleus et des vêtements de marque Jordan. Il a été conçu et développé pour plaire aux enfants, ceux-ci semblant effrayés par la version utilisée pour le football américain.

### The Marching Tar Heels
The Marching Tar Heels (en) est la fanfare de l'Université de Caroline du Nord à Chapel Hill. Connu sous le nom de « La fierté de l'ACC » (Proud of the ACC), les fanfare est une des plus grandes organisations de l'université puisqu'elle regroupe plus de 290 étudiants. Elle est présente à tous les matchs de football américain à domicile mais se déplace également une fois par an à l'extérieur, généralement vers des universités assez proches géographiquement.

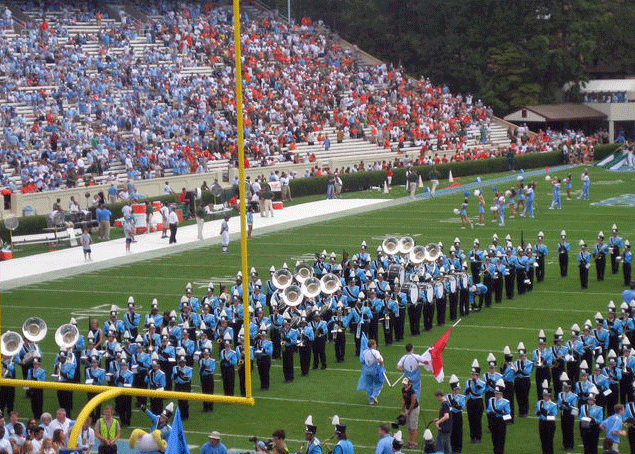
La fanfare lors d'un match joué le 6 septembre 2006.

La fanfare a été formée en 1903 et sa première représentation a eu lieu à l'occasion d'un match de baseball en 1904. Elle a commencé à voyager pour des événements sportifs à l'extérieur en 1905. Le groupe est présent pour plusieurs sports, y compris le soccer masculin et féminin, le volleyball, la crosse masculine et féminine, le basketball féminin et le hockey sur gazon.

## Chants
Le chant de guerre principal des Tar Heels est « I'm a Tar Heel Born ». Ses paroles apparaissent pour la première fois en 1907 dans une revue de l'université mais la date de sa création reste inconnue. La dernière phrase était à l'origine « Rah, rah, rah ! » mais dans les années 1960, les fans la remplace par « Go to hell State ») en référence aux rivaux de toujours le Wolfpack de North Carolina State. Pendant les années 1980, cette dernière est elle-même remplacée par les termes « Go to hell, Duke! » en référence à l'Université Duke qui était devenue temporairement la plus importante rivalité des Tar Heels.
Un second chant dénommé « Here comes Carolina » est utilisé principalement lorsque les équipes de North Carolina entrent sur le terrain.
| Here comes Carolina-lina. Here comes Carolina-lina. We hail from NCU. We've got the spirit in it. We've got the team to win it. We wear the colors white and blue, So it's fight, fight, fight for Carolina As Davey did in days of old As we gather round the Well Cheer that Tar Heel team like hell For the glory of NCU. I'm a Tar Heel born. I'm a Tar Heel bred. And when I die I'll be a Tar Heel dead. So it's rah rah Carolina-lina. Rah rah Carolina-lina. Rah rah Carolina-lina--go to hell State ! |

| Here comes Car'lina lina Here comes Car'lina lina We hail from NCU We've got the team to win it, We've got the spirit in it, We wear the colors white and blue. So it's fight, fight, fight for Carolina As Davie did in days of old, As we rally round the Well, Cheer that Tar Heel team like hell, For the glory of NCU. |

## Autres sports
Tous sports confondus, les Tar Heels ont remporté 38 titres nationaux par équipes et 51 titres individuels.
Parmi les anciens étudiants de UNC devenus célèbres, citons les basketteurs Michael Jordan, James Worthy, Rasheed Wallace et Vince Carter ainsi que l'athlète Marion Jones et la footballeuse Mia Hamm.
En basket-ball, sept personnalités issues de l'université sont présentes au Basketball Hall of Fame : les entraîneurs des Tar Heels Ben Carnevale de 1944 à 1946, Frank McGuire de 1952 à 1961, Dean Smith de 1961 à 1997, Roy Williams depuis 2003. Pour les joueurs ayant évolué chez les Tar Heels, Billy Cunningham, est récompensé pour sa carrière d'entraîneur et de joueur, Larry Brown pour sa carrière d'entraîneur, Bob McAdoo, James Worthy et Michael Jordan. Deux joueurs obtiennent le titre de NBA Most Valuable Player, Bob McAdoo et Michael Jordan. Doug Moe et Larry Brown sont les deux entraîneurs issus de l'école à obtenir le titre de NBA Coach of the Year
- Champion NCAA de basket-ball masculin : 1957, 1982, 1993, 2005, 2009 et 2017
- Champion NCAA de basket-ball féminin : 1994
- Champion NCAA de crosse masculine : 1981, 1982, 1986, 1991 et 2016
- Champion NCAA de crosse féminine : 2013 et 2016
- Champion NCAA de hockey sur gazon féminin : 1985, 1995, 1996, 1997, 2007 et 2009
- Champion NCAA de soccer masculin : 2001 et 2011
- Champion NCAA de soccer féminin : 1982, 1983, 1984, 1986, 1987, 1988, 1989, 1990, 1991, 1992, 1993, 1994, 1996, 1997, 1999, 2000, 2003, 2006, 2008, 2009 et 2012
- Championnat NCAA masculin de handball : 2004, 2005 et 2006